# Легков Олександр Геннадійович
Олександр Геннадійович Лєгков (рос. Александр Геннадьевич Легков; нар. 7 травня 1983, Красноармійськ (Московська область), РРФСР) — російський лижник. Заслужений майстер спорту Росії. Чемпіон та срібний призер зимових Олімпійських ігор 2014 року у 50 км вільним стилем і в естафеті відповідно. Путініст, публічно підтримав напад росії на Україну.
Результати Олександра Лєгкова на зимових Олімпійських ігор 2014 року в Сочі анульовані комісією Міжнародного олімпійського комітету, йому також заборонено брати участь в Олімпіаді 2018 року